# Błażowa (gemeente)
De gemeente Błażowa is een stad- en landgemeente in het Poolse woiwodschap Subkarpaten, in powiat Rzeszowski.
De zetel van de gemeente is in Błażowa.
Op 30 juni 2004 telde de gemeente 10 638 inwoners.

## Oppervlakte gegevens
In 2002 bedroeg de totale oppervlakte van gemeente Błażowa 112,7 km², waarvan:
- agrarisch gebied: 66%
- bossen: 25%

De gemeente beslaat 9,25% van de totale oppervlakte van de powiat.

## Demografie
Stand op 30 juni 2004:
| Omschrijving                   | Totaal | Totaal | Vrouwen | Vrouwen | Mannen | Mannen |
| ------------------------------ | ------ | ------ | ------- | ------- | ------ | ------ |
| eenheid                        | aantal | %      | aantal  | %       | aantal | %      |
| inwoners                       | 10 638 | 100    | 5409    | 50,8    | 5229   | 49,2   |
| bevolkingsdichtheid (inw./km²) | 94,4   | 94,4   | 48      | 48      | 46,4   | 46,4   |

In 2002 bedroeg het gemiddelde inkomen per inwoner 1253,3 zł.

## Administratieve plaatsen (sołectwo)
Białka, Błażowa Dolna, Błażowa Dolna-Mokłuczka, Błażowa Górna, Futoma, Kąkolówka, Kąkolówka-Ujazdy, Lecka, Nowy Borek, Piątkowa.

## Aangrenzende gemeenten
Domaradz, Dynów, Hyżne, Lubenia, Niebylec, Nozdrzec, Tyczyn